# Сауд ибн Наиф Аль Сауд
Сау́д ибн На́иф ибн Абду́л-Ази́з А́ль Сау́д (араб. سعود بن نايف بن عبد العزيز آل سعود‎; род. 1956, Эр-Рияд, Саудовская Аравия) — губернатор Восточной провинции Саудовской Аравии с 14 января 2013 года. Посол Саудовской Аравии в Испании с 2003 по 2011 год. Заместитель губернатора Восточной провинции с 1993 по 2003 год.

## Биография

### Ранняя биография и образование
Принц Сауд родился в 1956 году. Он старший сын бывшего наследного принца Наифа и его жены Аль Джавхары бинт Абдул-Азиз Аль Джилуви. Она умерла в июле 2019 года. У него есть младший полнокровный брат принц Мухаммед (род. 1959), бывший наследный принц.
Закончил Портлендский Университет в степени бакалавра гуманитарных наук в области экономики и управления.

### Карьера
В январе 1986 года стал вице-президентом по защите благосостояния молодёжи, через полгода ушёл в отставку и занялся бизнесом. Оставил бизнес, стал заместителем губернатора Эш-Шаркии (февраль 1993—2003).
Посол Саудовской Аравии в Испании (10 сентября 2003—июль 2011).
Помощник министра внутренних дел и глава суда и советник наследного принца (ноябрь 2011—13 января 2013).
С 13 января 2013 года является губернатором Восточной провинции.

### Предпринимательская деятельность
Занимается бизнесом. У него есть доля в корпорации Danagas, также он является владельцем торгово-контактной компании SNAS.

### Личная жизнь
Женат на Абиль бинт Файсал бин Турки. У них 2 сына: Абдул-Азиз и Мухаммед и 2 дочери:Джавахир и Нура.
Сын принц Мухаммед, владелец конюшни и имеет множество наград.
Другой сын, принц Абдул-Азиз (род.1983) — министр внутренних дел Саудовской Аравии.